# عامریه (استان ام بواقی)
عامریه (به عربی: العامرية) یک شهرداری در الجزایر است که در استان ام‌البواقی واقع شده‌است.
 عامریه ۱۶۵ کیلومتر مربع مساحت و ۱۰٬۴۱۶ نفر جمعیت دارد.